# 엘라 크루즈
엘라 크루즈(Ella Cruz, 1996년 8월 17일 ~ )는 필리핀의 배우이다.